# Tomás Manuel de Anchorena (La Pampa)
Tomás Manuel de Anchorena  es una localidad en la provincia de La Pampa, Argentina, dentro del departamento Atreucó. Su zona rural se extiende también sobre el departamento Catriló. Cuenta con 307 habitantes, según el censo 2010.

## Toponimia
Su nombre recuerda a Tomás Manuel de Anchorena político y abogado argentino, conocido por haber firmado, junto a otros 32 diputados, el acta de la Declaración de la independencia argentina.

## Aspecto
Cuenta con ciertas fábricas, como la fábrica Textil El Hornero, la aceitera Doña Julia, el frigorífico municipal, la industria mielera, con una bloquera y con una fábrica de aberturas de aluminio llamada Emanuel.
incluye como educación una escuela hogar, que cuenta con jardín, a pesar de que nivel secundario no hay; por ello los estudiantes de nivel secundario viajan todos los días a la localidades vecina de Miguel Riglos. 
En él área deportiva ha sido destacada la localidad en competencias provinciales y nacionales en la disciplina de atletismo

## Población
Contó con 307 habitantes (Indec, 2010), lo que representó un incremento del 6,6% frente a los 288 habitantes (Indec, 2001) del censo anterior.
El censo nacional 2022 arrojó 469 habitantes y 233 viviendas.
| Gráfica de evolución demográfica de Tomás Manuel de Anchorena entre 1991 y 2022 |
|                                                                                 |
| Fuente: Censos nacionales del INDEC                                             |